# Вільні офіцери (Ірак)
Вільні офіцери (араб. تنظيم الضباط الوطنيين) — нелегальна армійська організація в Іраку, що стала на чолі підготовки та проведення революції 1958 року, в результаті якої було повалено монархію в державі та встановлено республіканську форму правління.
Організація була створена наприкінці 1949 року під впливом однойменного руху в Єгипті. Серед її лідерів були полковник Абдул Салам Ареф, бригадний генерал Абдель Керім Касем та інші.